# Maichewia ererensis
Maichewia ererensis är en insektsart som beskrevs av Rauno E. Linnavuori och Al-ne'amy 1983. Maichewia ererensis ingår i släktet Maichewia och familjen dvärgstritar. Inga underarter finns listade i Catalogue of Life.